# X-Men - Apocalisse
X-Men - Apocalisse (X-Men: Apocalypse) è un film del 2016 diretto, co-ideato e co-prodotto da Bryan Singer.
Basato sul gruppo degli X-Men di Marvel Comics, è il sequel di X-Men - Giorni di un futuro passato (2014) e il nono film della serie di film X-Men. Il film è stato scritto da Simon Kinberg da una storia ideata da quest'ultimo insieme a Singer, Michael Dougherty e Dan Harris ed è interpretato da un cast corale che comprende James McAvoy, Michael Fassbender, Jennifer Lawrence, Oscar Isaac, Nicholas Hoult, Rose Byrne, Tye Sheridan, Sophie Turner, Olivia Munn e Lucas Till. In questo capitolo, dopo che il viaggio nel tempo di Wolverine avvenuto in X-Men - Giorni di un futuro passato ha modificato leggermente la storia, gli X-Men si scontrano con il loro potente nemico, Apocalisse, per salvare la razza umana dall'estinzione.
Il film è arrivato nelle sale il 18 maggio 2016 in Italia e il 27 maggio dello stesso anno negli Stati Uniti.

## Trama
Il potente e malvagio mutante En Sabah Nur, capace di trasferire la propria coscienza da un corpo all'altro assorbendo anche i poteri dai corpi di altri mutanti, regna sull'Antico Egitto fin quando viene tradito da alcuni suoi sottoposti, che lo seppelliscono vivo; i suoi luogotenenti, detti i quattro cavalieri, muoiono anch'essi ma riescono a proteggerlo e a preservarlo. Risvegliatosi nel 1983 e credendo che senza la sua presenza l'umanità si sia smarrita, En Sabah Nur decide di distruggere il mondo per ricrearlo a sua immagine; inizia quindi a reclutare nuovi Cavalieri cominciando con la kenyota-americana Ororo Munroe, una mendicante che abita al Cairo, da lui stesso personalmente salvata durante un inseguimento per un furto di Ororo.
A Berlino Est, Mystica, ammirata per aver salvato il Presidente degli Stati Uniti dieci anni prima, si trova in un fight club in cui il campione in carica, il mutante Angelo, sta combattendo contro Nightcrawler, un teleporta. Raven salva Nightcrawler mentre En Sabah Nur si incontra con Calibano, un mutante che gestisce vari traffici illeciti, e gli chiede dove poter trovare dei mutanti potenti che diventino i suoi cavalieri; nell'occasione Apocalisse recluta Psylocke, una mutante inglese che lavora per Calibano dietro la cortina di ferro, che gli rivela dove possono trovare un mutante estremamente potente.
Alex Summers, intanto, porta suo fratello minore Scott, adolescente da poco dotato della capacità di sparare raggi di energia dagli occhi, alla scuola del professor Charles Xavier dove questi e Hank McCoy gli insegneranno a controllare le sue abilità mutanti. Appena arrivato Scott incontra la protetta di Xavier, Jean Grey, spaventata dai propri poteri telepatici e telecinetici estremamente estesi, oscuri e distruttivi e che per di più stanno crescendo dentro di lei come un fuoco. I due sviluppano rapidamente un'attrazione reciproca, visto che entrambi non possono controllare appieno i propri poteri.
Magneto / Erik Lehnsherr, ricercato dalle autorità per l'attentato alla Casa Bianca di dieci anni prima, si è rifatto segretamente una vita in Polonia e sotto falso nome lavora in un'officina e vive in un bosco con la moglie e una figlia Nina, una mutante che riesce a controllare gli animali. La pace di un redento Erik svanisce dopo che quest'ultimo ha incautamente usato i propri poteri in pubblico per salvare un collega di lavoro dall'essere schiacciato da un macchinario (sganciato durante un terremoto globale causato da En Sabah Nur); conscio delle conseguenze che accadranno a seguito del suo gesto eroico la sera stessa si prepara con la famiglia per fuggire. Nina scompare e la coppia inizia a cercare nel bosco dietro casa dove la figlia passa molto tempo a giocare insieme agli animali, qui la piccola viene ritrovata in mano a un gruppo di agenti polacchi che vogliono arrestare Erik. Quando quest'ultimo accetta di consegnarsi, Nina in preda a forti emozioni scatena inconsapevolmente uno stormo di rapaci per difendere il padre e una freccia scoccata accidentalmente da un poliziotto (gli agenti sapendo la vera natura di Erik si erano preparati a modo) uccide sia madre che figlia. A questo punto Erik, devastato dal dolore per la perdita della sua famiglia, torna a essere Magneto e neutralizza con il ciondolo della figlia tutti gli agenti, imprecando contro Dio della perdita dovuta ai suoi poteri.
Raven, tornata alla scuola portando con sé Nightcrawler, avverte Xavier riguardo Erik; Xavier e Alex consultano nel frattempo Moira MacTaggert, vecchia amica del professore, il quale le ha cancellato i ricordi, e che era presente quando En Sabah Nur venne risvegliato, per saperne di più su quello che si rivela essere il primo mutante della storia. Nel frattempo Nur, Ororo (ribattezzatasi Tempesta) e Psylocke reclutano Angelo, rimasto ferito durante la lotta contro Nightcrawler, che Apocalisse rende più forte sostituendo le sue ali naturali con altre di metallo organico in grado di lanciare le proprie piume come proiettili e trasformandolo in Arcangelo. En Sabah Nur, più tardi, avvicina l'infuriato Erik, che si è recato sul posto di lavoro ed è in procinto di uccidere tutti gli ex colleghi (avendo loro parlato con la polizia, sono responsabili dell'incidente che ha portato alla morte della sua famiglia); En Sabah Nur arriva poco prima che Magneto ottenga la sua vendetta ma, su sua richiesta, uccide tutti gli operai seppellendoli vivi nel cemento e recluta Erik, il quale accetta di diventare il suo Quarto Cavaliere dopo che Nur fa emergere al massimo i suoi poteri facendogli distruggere Auschwitz.
Nel frattempo Pietro Maximoff, avendo scoperto di essere figlio di Erik, sente finalmente di lui e va a cercarlo ma inutilmente. Nur entra nella mente di Xavier mentre questi sta usando Cerebro per rintracciare Erik e convincerlo a tornare alla scuola e, tramite il professore, costringe tutti i siti in giro per il mondo a lanciare l'intero arsenale nucleare terrestre nello spazio, in modo che non possa essere usato contro di lui; in seguito, con l'aiuto dei quattro Cavalieri, rapisce Xavier. Alex tenta di fermarlo ma accidentalmente provoca un'esplosione che distrugge la villa; fortunatamente Peter, sopraggiunto per chiedere l'aiuto di Charles, porta in salvo tutti quanti grazie alla sua velocità, tranne Alex che muore poiché si trovava nel punto più vicino all'esplosione.
Mascherando i propri soldati da soccorritori, il colonnello William Stryker ne approfitta e arresta Raven, Hank, Peter e Moira, credendoli coinvolti nell'attacco di Nur, e li porta al complesso di Alkali Lake per interrogarli; Scott, Jean e Nightcrawler, scampati ai militari, lo seguono segretamente. All'interno del complesso Jean scopre Wolverine, che ha subito un lavaggio del cervello per diventare l'Arma X di Stryker, e lo libera: Logan uccide ferocemente i soldati di Stryker, ma quest'ultimo riesce comunque a scappare. Mentre anche Logan, a cui Jean fa tornare parte dei ricordi, fugge, lei e gli altri liberano Raven, Hank, Peter e Moira; intanto Nur utilizza Xavier per connettersi con tutte le persone del pianeta e annunciare l'imminente rinascita di esso. Grazie a un messaggio criptato mandato mentalmente a Jean da Charles, il gruppo individua Nur e i suoi Cavalieri al Cairo, considerato nel 3000 a.C. come il centro del mondo. Recuperato l'equipaggiamento di Stryker, il gruppo, rinominatosi "X-Men", parte per salvare Xavier.
Per volere di Nur, Erik usa i suoi poteri per controllare i poli magnetici terrestri causando distruzione e catastrofi in tutto il pianeta. Nur, che ha ricreato la sua piramide, si confronta con Xavier con l'intenzione di spostarsi nel suo corpo per ottenere i suoi poteri telepatici e il professore perde i capelli durante il processo. Improvvisamente la squadra di giovani mutanti arriva e si scontra con i quattro cavalieri, mentre Nightcrawler riesce a sottrarre Charles dallo scambio di corpi; Raven parla quindi con Erik affermando che loro sono la sua famiglia ed Erik, ripensando agli anni passati con Charles, passa dalla loro parte, e Apocalisse attacca Raven. Psylocke intanto fugge dalla battaglia mentre Arcangelo muore nello scontro.
Charles approfitta dell'ancora presente connessione con Nur e inizia uno scontro con lui nella dimensione astrale; Jean accede anch'essa al piano astrale e viene a sapere da Xavier che Nur è indebolito dopo secoli nello stesso corpo. La ragazza libera così la "Fenice", che Xavier telepaticamente le dice di scatenare. Nur viene dunque bloccato dagli attacchi congiunti di Fenice, Erik, Scott e Ororo, che è passata dalla loro parte vedendo la sua eroina Raven in pericolo; infine En Sabah Nur viene disintegrato dall'energia cosmica di Fenice, rivelatasi essere un mutante più potente di Apocalisse.
Erik, dopo aver dato una mano a ricostruire la scuola, viene assolto dal governo statunitense per l'aiuto dato e se ne va un'altra volta. Xavier restituisce i ricordi a Moira, riprendendo la relazione con lei, mentre Ororo e Peter entrano in squadra, nonostante quest'ultimo decida di non dire a Erik di essere suo figlio. In seguito Ciclope, Jean, Bestia, Tempesta, Nightcrawler, Quicksilver e Mystica, ormai diventati definitivamente degli X-Men, ricevono nuove uniformi da Xavier e si preparano per una sessione di allenamento nella nuova "Stanza del Pericolo", scontrandosi con le Sentinelle sotto gli occhi del professore.
In una scena ambientata dopo i titoli di coda, un gruppo di uomini entra nell'abbandonato complesso Arma X iniziando a raccogliere dati sul lavoro di Stryker e un campione di sangue di Wolverine per conto della Essex Corporation.

## Personaggi
- Charles Xavier / Professor X, interpretato da James McAvoy:
Un telepate potente e pacifista, fondatore della Xavier's School per Giovani Dotati.[2] McAvoy si è rasato completamente la testa per interpretare il personaggio.[3]
- Erik Lehnsherr / Magneto, interpretato da Michael Fassbender:
Un mutante capace di controllare i metalli che diventa il Cavaliere di Apocalisse Guerra.[2][4] Ricercato in tutto il mondo dopo i fatti del 1973, Lehnsherr si è nel frattempo innamorato di una donna in Polonia e sta cercando di costruirsi lì una vita normale.[5][6]
- Raven Darkhölme / Mystica, interpretata da Jennifer Lawrence: una mutante in grado di cambiare il suo aspetto.[2] Mentre porta avanti la sua missione, salvare i mutanti oppressi (tra cui Nightcrawler), scopre cos'è accaduto a Erik e vuole aiutarlo.[5]
- En Sabah Nur / Apocalisse, interpretato da Oscar Isaac: un antico e potente mutante, considerato il primo della storia. Sopravvissuto per secoli grazie alla sua abilità di trasferire la propria coscienza da un corpo all'altro. Trasferitosi in decine di corpi mutanti, ha guadagnato così una moltitudine di abilità sovrumane, tra cui telecinesi, telepatia, teletrasporto, manipolazione della materia, guarigione istantanea, generare campi di forza e il potenziare le abilità degli altri mutanti. Isaac lo ha descritto come "la più grande forza creatrice/distruttrice sulla Terra [...] quando le cose sembrano non muoversi secondo una naturale evoluzione, lui distrugge queste civiltà."[5] L'attore ha dovuto sottoporsi a pesanti sessioni di make-up e indossare un costume di scena che lo facesse sembrare più imponente.[7]
- Hank McCoy / Bestia, interpretato da Nicholas Hoult: un mutante dotato di un'intelligenza straordinaria e di forza sovrumana che può tramutarsi in una bestia dalla pelle blu.[2] Nella scuola di Xavier, Hank svolge il ruolo di insegnante e costruisce gadget per gli studenti. Per la squadra degli X-Men ha costruito un veicolo, l'X-Jet.[8]
- Moira MacTaggert, interpretata da Rose Byrne: un'agente della CIA che ha già incontrato e si è innamorata di Xavier durante gli eventi de L'inizio, in cui alla fine lui le ha cancellato i ricordi che aveva sugli X-Men.[9] Quando li incontra nuovamente nel film, sono praticamente degli estranei per lei.[9]
- Scott Summers / Ciclope, interpretato da Tye Sheridan: un mutante che lancia raggi energetici dagli occhi; è il fratello di Alex Summers.[4][10] Secondo Sheridan, Ciclope "è arrabbiato e si sente perso [...] sta imparando proprio ora cosa vuol dire essere un mutante e a controllare i propri poteri."[11] Aiutato dal fratello, Scott si reca alla Xavier's School, sperando che il professore possa aiutarlo a gestire i suoi poteri.[12]
- Jean Grey / Fenice, interpretata da Sophie Turner: una mutante capace di avere poteri cinetici e telepatici e di emanare fuoco, tra i migliori studenti della Xavier's school.[10] L'attrice ha dichiarato di essere stata scelta per via del "lato oscuro" mostrato interpretando Sansa Stark ne Il Trono di Spade.[13] In preparazione per il ruolo, Turner ha imparato a tirare con l'arco.[14]
- Psylocke, interpretata da Olivia Munn: una mutante e il Cavaliere di Apocalisse Pestilenza.[4][15] Munn ha descritto il personaggio come "molto forte, letale e potente".[16] L'attrice ha preso lezioni di scherma per prepararsi al ruolo.[17] Prima di venire reclutata da Apocalisse, Psylocke agisce dietro la cortina di ferro per conto del mutante Calibano.[18]
- Alex Summers / Havok, interpretato da Lucas Till: un mutante capace di assorbire energia e rilasciarla sotto forma di scariche al plasma[19] e il fratello maggiore di Scott Summers.[20] Havok ha messo a posto la sua vita e ora vive tranquillamente a Omaha; ritorna alla Xavier's School per accompagnare Scott.[12]
- Pietro Maximoff / Quicksilver, interpretato da Evan Peters: un mutante che può muoversi a velocità sovrumane,[21] e figlio di Magneto.[22] Nel lasso di tempo tra Giorni di un futuro passato e Apocalisse, Peter ha scoperto l'identità di suo padre e desidera ritrovarlo a ogni costo.[6]
- Kurt Wagner / Nightcrawler, interpretato da Kodi Smit-McPhee: un mutante tedesco capace di teletrasportarsi.[23][24] Costretto a combattere in un fight club contro Angelo, viene salvato da Raven.[25]
- Ororo Munroe / Tempesta, interpretata da Alexandra Shipp: una mutante orfana keniota che controlla il clima e gli elementi atmosferici che diventa il Cavaliere di Apocalisse Carestia.[4][10] Shipp si è parzialmente rasata la testa per il ruolo, adottando un taglio Mohawk.[26][27] Apocalisse trova Tempesta, ancora adolescente, mentre questa vive al Cairo, in Egitto.[18]
- Arcangelo, interpretato da Ben Hardy: un mutante alato e il Cavaliere di Apocalisse Morte.[4][28] Hardy si è allenato in una galleria del vento verticale in preparazione per il ruolo.[29] Angelo viene trovato da Apocalisse in un fight club di Berlino.[18]
- William Stryker, interpretato da Josh Helman: un militare che odia i mutanti.[30][31] A dieci anni dagli eventi di Giorni di un futuro passato, Stryker sta sviluppando un suo piano personale per porre fine al “problema mutante”.[8]
- Jubilee, interpretata da Lana Condor: una mutante capace di generare un'energia esplosiva di varia potenza dalle mani.[32][33] Come confermato da Condor, i poteri del personaggio si avvicinano di più al "fuoco-plasma, o elettricità" diversamente dai poteri della sua controparte cartacea, più simili a dei fuochi artificiali.[34]

Hugh Jackman appare nei panni di Wolverine. Il co-creatore degli X-Men Stan Lee e sua moglie Joanie hanno un cameo nei panni di una coppia che assiste impaurita al lancio dei missili nucleari. Tómas Lemarquis interpreta Calibano, un mutante con l'abilità di percepire e localizzare altri mutanti. Blob fa una breve apparizione interpretato dal wrestler Giant Gustav Claude Ouimet. Carolina Bartczak e T.J. McGibbon interpretano rispettivamente la moglie di Magneto, Magda, e loro figlia Nina. Zehra Leverman riprende il ruolo della signora Maximoff, mentre Željko Ivanek interpreta uno scienziato del Pentagono.
Il personaggio di Alison Blaire/Dazzler ha un cameo fotografico in una scena esclusa dal montaggio finale; compare sulla copertina di un disco che Jean e Scott trovano al centro commerciale.

## Produzione

### Sviluppo
Nel dicembre 2013, Bryan Singer annunciò su Twitter il titolo del film e la data di uscita. Nello stesso mese, Singer rivelò di essere al lavoro con Simon Kinberg, Dan Harris e Michael Dougherty sulla storia del film. Singer ha spiegato che il film si concentrerà sull'origine dei mutanti e includerà le versioni giovani di Ciclope, Jean Grey e Tempesta. Ha inoltre aggiunto di stare considerando anche Gambit e un giovane Nightcrawler. Kinberg ha rivelato che il film è ambientato nel 1983 e che sarà la conclusione della trilogia iniziata nel 2011 con X-Men - L'inizio. Ha inoltre aggiunto che il film è ambientato 20 anni prima di X-Men (2000). Nel settembre 2014 la 20th Century Fox ha annunciato ufficialmente che Singer avrebbe diretto il film. Singer ha definito il film "una sorta di conclusione di sei film degli X-Men, e anche una potenziale rinascita di personaggi più giovani e nuovi", e che mostrerà "la vera nascita degli X-Men".

### Sceneggiatura
(Brian Synger sulla storia di X-Men: Apocalisse)
Singer ha affermato che Apocalisse sarà il focus principale del film. Kinberg ha detto che le versioni giovani di Scott Summers, Tempesta e Jean Grey saranno parte del cast principale. Ha inoltre affermato che Summers "non è ancora il leader senza macchia che conosciamo", e ha descritto Tempesta come "un personaggio travagliato che sta facendo delle scelte sbagliate" e Jean Grey come un personaggio "complesso, interessante ma non del tutto matura".
Inoltre lo sceneggiatore Simon Kinberg ha dichiarato che in una versione precedente dello script la presenza del personaggio di Wolverine era estremamente maggiore: "Abbiamo sempre voluto Wolverine nel film. Volevamo trovare un modo per inserirlo, anche perché io e Bryan Singer adoriamo Hugh Jackman. Amiamo il personaggio, è un ingrediente essenziale del franchise. Abbiamo discusso a lungo su come farlo apparire e scomparire nella storia. A un certo punto volevamo farlo apparire a metà e fargli prendere il controllo del team dei giovani mutanti. Ma in questo caso la sua presenza avrebbe cozzato con quella di Jennifer."

### Casting
Il casting per X-Men: Apocalisse cominciò nell'ottobre 2014. A novembre venne annunciato che Oscar Isaac avrebbe interpretato Apocalisse. A gennaio 2015 vennero annunciati Alexandra Shipp, Sophie Turner e Tye Sheridan nei ruoli dei giovani Tempesta, Jean Grey e Ciclope. Nello stesso mese Kinberg confermò che Rose Byrne avrebbe ripreso il ruolo di Moira MacTaggert. A febbraio Kodi Smit-McPhee venne scelto come Nightcrawler e Ben Hardy entrò nel cast in un ruolo non specificato. A marzo 2015 Singer annunciò che Lana Condor avrebbe interpretato Jubilee. Ad aprile, Singer confermò che Hardy avrebbe interpretato Angelo, si aggiunse al cast Olivia Munn nei panni di Psylocke, e fu confermato il ritorno di Lucas Till nei panni di Havok. A maggio Singer annunciò che il mutante Calibano sarebbe apparso nel film. Nel luglio 2015 McAvoy ha rivelato che Josh Helman avrebbe ripreso il ruolo di William Stryker.

### Riprese
Le riprese principali del film sono cominciate il 27 aprile 2015 a Montréal, in Canada, e sono terminate il 28 agosto.

### Budget
Il budget del film è stato di 178 milioni di dollari.

## Promozione
Il primo trailer del film viene pubblicato il 12 dicembre 2015, anche in italiano. Il 25 aprile 2016 viene pubblicato il trailer finale.

## Distribuzione
Il film è stato distribuito il 18 maggio 2016 in Italia e il 27 maggio 2016 negli Stati Uniti d'America.

## Accoglienza

### Incassi
Il film ha incassato complessivamente $155.4 milioni in Nord America e $388.5 milioni nel resto del mondo, per un totale di $544 milioni a fronte di un budget di $178 milioni.
Il film ha debuttato negli Stati Uniti il 27 maggio 2016 assieme ad Alice attraverso lo specchio, con una previsione d'incasso nel primo weekend pari a $80 milioni in 4150 sale cinematografiche, che avrebbe poi dovuto superare i $100 milioni durante il Memorial Day. Grazie alle anteprime del 26 maggio, ha guadagnato $8.2 milioni in 3565 sale, superando il precedente record di Giorni di un futuro passato ($8.1 milioni). Il giorno seguente ha incassato $26.4 milioni (anteprime incluse), il quarto debutto meno prolifico della saga. Nel suo weekend di apertura ha guadagnato $65.8 milioni, cifra al di sotto delle aspettative. Al termine dei Memorial Day (26-29 maggio), ha incassato complessivamente $79.8 milioni, cifra anch'essa al di sotto delle previsioni. Nel suo secondo weekend, il film ha incassato $22.3 milioni, registrando un calo del 66.1% e finendo in seconda posizione dietro a Tartarughe Ninja - Fuori dall'ombra ($35.3 milioni).
Al di fuori del Nord America Apocalisse è stato distribuito in 76 paesi il 18 maggio, incassando $101.5 milioni da 20796 sale cinematografiche, terminando la giornata in prima posizione in 71 casi. Ha stabilito nuovi record per un film 20th Century Fox nelle Filippine ($4.9 milioni), India ($3.4 milioni), Indonesia ($3.1 milioni), Singapore ($2.8 milioni), Thailandia ($2.7 milioni) e Colombia ($1.9 milioni), ed è diventato il film del franchise con il miglior debutto in 33 paesi, tra cui la Russia ($6.5 milioni). I paesi in cui ha incassato di più il giorno d'apertura sono stati il Regno Unito ($10.5 milioni), Messico ($8.6 milioni), Brasile ($6.6 million), Russia ($6.5 milioni) e Francia ($5.9 milioni). In Cina ha debuttato il 3 giugno con $59 milioni, il secondo miglior debutto Fox nel paese e maggiore di oltre $20 milioni di quello di Giorni di un futuro passato.

### Critica
Il film ha ricevuto recensioni miste da parte della critica. Sull'aggregatore di recensioni Rotten Tomatoes il film detiene una percentuale di gradimento del 47% sulla base di 349 recensioni, con una media di 5.60 su 10. Secondo il sito, le "scene d'azione eccessive e un villain stereotipato distraggono dalle solide prove attoriali del cast e dai temi forti della sceneggiatura, rendendo X-Men - Apocalisse un mediocre capitolo di una saga leggendaria". Su Metacritic il film ha un punteggio di 52 su 100, basato sui giudizi di 48 critici, a indicare "giudizi misti o nella media". Secondo un sondaggio effettuato da CinemaScore sugli spettatori all'uscita dalle sale, il film detiene un punteggio medio pari a A–, su una scala da A+ a F.
Mick LaSalle del San Francisco Chronicle ha recensito positivamente il film, definendolo "un film d'azione con cui tenere acceso il cervello" e lodandone le scelte di trama. Anche Bruce Kirkland del Toronto Sun è stato positivo nei confronti del film, notando che "pezzo per pezzo, Singer incastra questo nono film del franchise mutante nell'universo degli X-Men come farebbe un esperto costruttore di puzzle. Ci riesce veramente bene e gli X-Men, anche solo in termini di storytelling, possono dire di possedere ancora un futuro forte e radioso".
Al contrario, Mike Ryan di Uproxx ha criticato la trama del film come ridondante e stantia, commentando: "Ho capito: la vita è dura per i mutanti. Tutti l'abbiamo capito: è letteralmente l'unica cosa di cui i mutanti sembrano essere in grado di parlare. Ogni singolo supereroe pare divertirsi ogni tanto, ma no, non gli X-Men. Ed eccoci qua, sedici anni dopo che tutto è cominciato e ogni personaggio continua a essere triste. Ripetitivo". Scott Mendelson di Forbes scrive che "X-Men - Apocalisse è quel tipo di idiozia trita e ritrita, senza sostanza, né anima, che imbruttisce il cinema supereroistico e di certo non mi invoglia ad andare a vedere il prossimo capitolo della saga".

## Riconoscimenti
- 2016 - AACTA Award
  - Migliori effetti speciali a John Dykstra, Matt Sloan, Blondel Aidoo, Stephen Hamilton, Tim Crosbie e Dennis Jones
- 2016 - Spike Guys' Choice Award[81]
  - Jean-Claude Gahd Dam a Olivia Munn
- 2017 - Saturn Award
  - Candidatura per la migliore trasposizione da fumetto a film
  - Candidatura per la miglior regia a Bryan Singer
  - Candidatura per il miglior trucco a Charles Carter, Rita Ciccozzi e Rosalina Da Silva

## Sequel
Lo sceneggiatore Simon Kinberg nel maggio 2016 ha annunciato che l'ultimo film della tetralogia prequel sarà ambientato negli anni '90 e ha espresso l'eventualità di un rifacimento della saga di Fenice Nera, dato che già in questo ultimo film se ne sono gettate le basi. Il regista Bryan Singer su questa eventualità sembra invece più vago, ma ha aggiunto che vorrebbe ambientare uno dei film degli X-Men nello spazio. Nel novembre 2016, secondo l'Hollywood Reporter, Bryan Singer non sarebbe stato più coinvolto nel nuovo film degli X-Men; il film, intitolato X-Men - Dark Phoenix, le cui riprese sono iniziate nel giugno 2017 e si sono concluse nell'ottobre dello stesso anno, è stato diretto poi da Simon Kinberg ed è stato distribuito il 7 giugno 2019.